# كالوم جارفيس
كالوم جارفيس (بالإنجليزية: Calum Jarvis) هو سباح بريطاني، ولد في 12 مايو 1992 في Ystrad ‏ في المملكة المتحدة.

## روابط خارجية
- كالوم جارفيس على موقع الاتحاد الدولي للسباحة (الإنجليزية)
- كالوم جارفيس على موقع SwimRankings.net (الإنجليزية)
- كالوم جارفيس على موقع اللجنة الأولمبية الدولية (الإنجليزية)
- كالوم جارفيس على موقع أوليمبيديا (الإنجليزية)
- كالوم جارفيس على موقع اللجنة الأولمبية البريطانية (الإنجليزية)
- كالوم جارفيس على موقع اتحاد ألعاب الكومنولث (مؤرشف) (الإنجليزية)
- كالوم جارفيس على موقع دورة ألعاب الكومنولث 2014 (مؤرشف) (الإنجليزية)